# Leiothlypis
A Leiothlypis a madarak osztályának verébalakúak (Passeriformes) rendjébe és az újvilági poszátafélék (Parulidae) családjába tartozó nem.

## Rendszerezésük
A nemet George Sangster holland ornitológus írta le 2008-ban, az alábbi fajok tartoznak ide:
- szürkefejű hernyófaló (Leiothlypis peregrina)
- Leiothlypis celata
- Leiothlypis crissalis
- Leiothlypis luciae
- Leiothlypis ruficapilla
- Leiothlypis virginiae